# Howling Bells (album)
Howling Bells è l'album di debutto dell'omonima band australiana. È uscito l'8 maggio 2006 per la label Bella Union Records.
Il disco è stato accolto molto favorevolmente dalla critica musicale internazionale: le ottime recensioni di All Music Guide
 (3,5/5), NME (9/10) e Pitchfork
 (7,8/10) ne hanno sancito il successo.
Inoltre l'album è risultato all'undicesimo posto nel sondaggio "Miglior album del 2006" promosso da NME.

## Tracce
1. The Bell Hit – 3:15
2. Velvet Girl – 3:19
3. Low Happening – 3:04
4. Broken Bones – 3:19
5. Wishing Stone – 3:32
6. A Ballad for the Bleeding Hearts – 3:41
7. The Night Is Young – 3:50
8. Across the Avenue – 4:01
9. Setting Sun – 3:50
10. Blessed Night – 3:16
11. In the Woods – 4:27
12. I'm Not Afraid – 2:45

### Singoli
- Low Happening, inserito nella colonna sonora del videogioco Rugby 08
- Wishing Stone
- Blessed Night
- Setting Sun

## Formazione
- Juanita Stein (voce/chitarra)
- Joel Stein (chitarra)
- Brendan Picchio (basso)
- Glenn Moule (batteria)